# Pronoides brunneus
Pronoides brunneus là một loài nhện trong họ Araneidae.
Loài này thuộc chi Pronoides. Pronoides brunneus được Ehrenfried Schenkel-Haas miêu tả năm 1936.